# Štefan Rosina

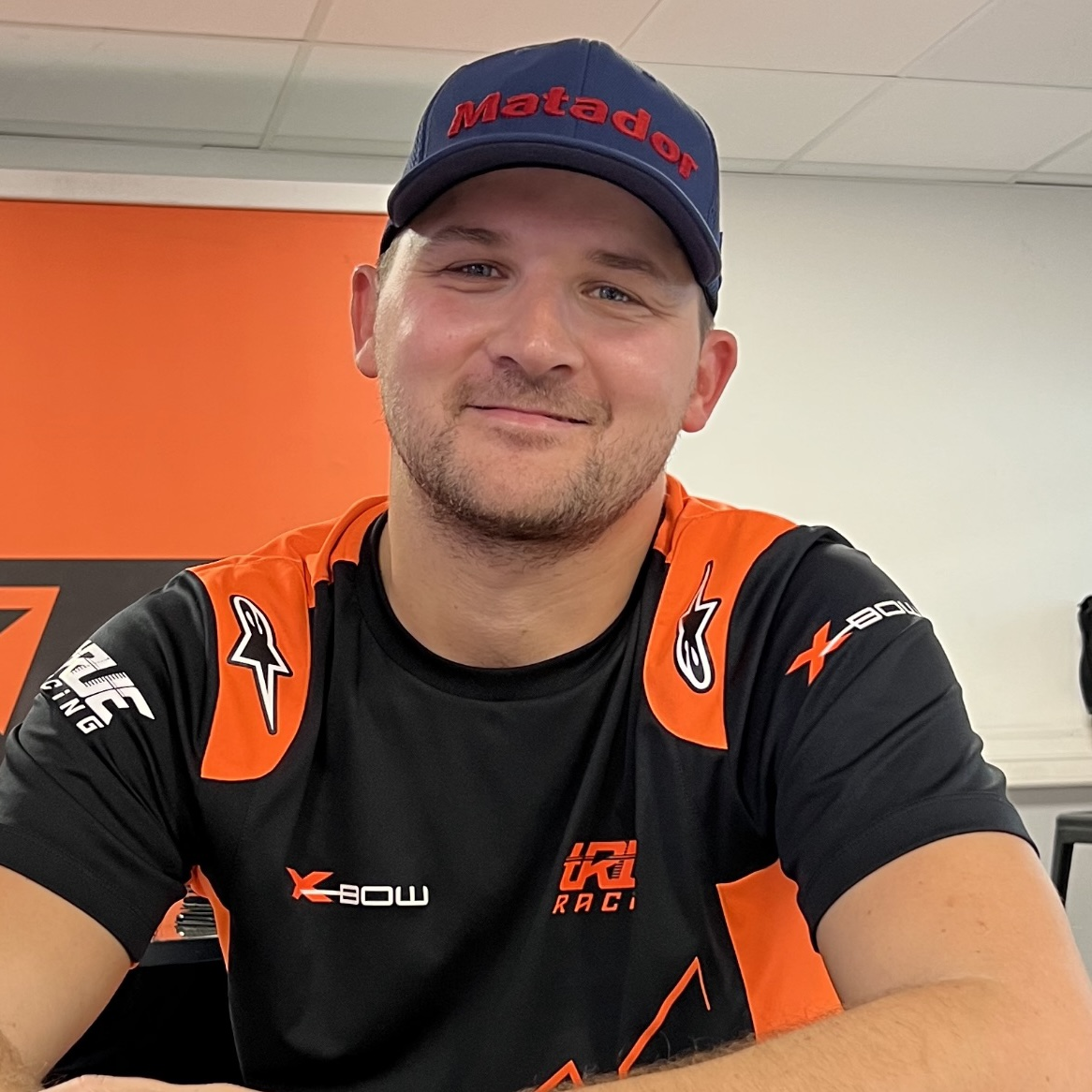
Štefan Rosina 2022

Štefan Rosina (* 15. Juli 1987 in Púchov) ist ein slowakischer Automobilrennfahrer.

## Karriere
Štefan Rosina fing mit dem Motorsport Anfang der 2000er Jahre an. 2005 und 2006 startete er für das Team ARC Bratislava in der GT2-Wertung der FIA-GT-Meisterschaft.
Danach stieg er in den Markenpokalsport ein und fuhr von 2007 bis 2013 im Porsche Supercup. Die meisten Saisons ging er mit dem Team Lechner Racing an den Start. Lediglich 2011 und 2012 bestritt er die Rennen mit den Teams VERVA Racing und Förch Racing. Sein bestes Ergebnis in der Rennserie erreichte er 2009 mit dem dritten Platz in der Gesamtwertung.
Parallel zum Supercup trat Rosina 2009 und 2010 zu Gaststarts im Porsche Carrera Cup Deutschland an.
In der International GT Open trat er 2008, 2013 und 2020 für verschiedene Teams mit unterschiedlichen Rennwagen an.
In der FIA-GT3-Europameisterschaft startete er 2011 an zwei Rennwochenenden und belegte zum Ende den 32. Rang in der Gesamtwertung.
2011 und 2014 fuhr er in der Gruppe C1 der Group C Racing, einer Rennserie für historische Gruppe-C-Rennwagen. 2011 trat er mit einem Spice SE89P und 2014 mit einem Nissan NPT-90 an. 2014 gewann er ein Rennen und wurde 12. im Gesamtklassement.
In der ADAC GT Masters ging er zusammen mit Albert von Thurn und Taxis 2012 mit einem Lamborghini Gallardo LP600+ und 2013 mit einem Chevrolet Camaro GT für das Team Reiter Engineering an den Start.
Für Reiter Engineering startete er mit einem Lamborghini Gallardo LP560-4 GT3 ebenfalls 2012 in der FIA-GT1-Weltmeisterschaft und belegte am Ende den 13. Platz in der Fahrerwertung.
Rosina fuhr in den Jahren 2012, 2014 und 2016 einige Rennen in der Blancpain Endurance Series und der Blancpain GT Series. Seine beste Platzierung erreichte er 2014 mit einem 23. Rang in der Sprint Cup Pro-Wertung.
In der Saison 2013 startete er mit einem Praga R1 in der PR1-Wertung der Supercar Challenge Superlights und belegte den achten Platz in Klassement.
Er ging 2015 und 2016 in der Division 4 der Central European Zone (CEZ) Tourenwagen-Meisterschaft (Rennwagen bis 3500 cm³) an den Start. 2015 gewann er mit einem Alpina B6 GT3 die Meisterschaft.
In den Jahren 2021 bis 2023 fuhr Rosina mit einem KTM X-Bow GT2 in der Pro-Am-Wertung der GT2 European Series. Seine beste Platzierung erreichte er 2022 mit dem Vizemeister-Titel.
In seiner Karriere trat er in mehreren Langstreckenrennen an. In der 24H Series startete er 2008, 2012, 2020 und 2021. 2020 erreichte er seine beste Gesamtplatzierung mit einem dritten Platz in der GTX-Wertung der 24H-Series-Europe-Rennserie.